# Pseudione itsindrae
Pseudione itsindrae är en kräftdjursart som beskrevs av M. Bourdon 1976. Pseudione itsindrae ingår i släktet Pseudione och familjen Bopyridae. Inga underarter finns listade i Catalogue of Life.